# Wang Jiao
Wang Jiao (王娇S, Wáng JiāoP; 20 gennaio 1988) è una lottatrice cinese.

## Palmarès

### Olimpiadi
- 1 medaglia:
  - 1 oro (Pechino 2008 nella lotta libera 72 kg)